# Lecane imbricata
Lecane imbricata is een raderdiertjessoort uit de familie Lecanidae. De wetenschappelijke naam van deze soort is voor het eerst geldig gepubliceerd in 1939 door Carlin.